# Bruno Bartoletti
Bruno Bartoletti (Sesto Fiorentino, 10 de junio de 1926 – Florencia, 9 de junio de 2013) fue un director de orquesta italiano particularmente asociado con el repertorio lírico y contemporáneo. Fue director artístico de la Lyric Opera of Chicago durante casi medio siglo.

## Biografía
Se graduó en el Conservatorio de Florencia, donde hizo su debut dirigiendo Rigoletto en 1953. Fue director artístico del Maggio Musicale Fiorentino (1957–64) y de la Opera de Roma (1965–73).
Fue director estable de la Opera de Copenhague (1957–60), y se lo recuerda por su larga gestión en la Lyric Opera of Chicago, casa lírica a la que se vinculó en 1956, donde fue nombrado director artístico en 1964, cargo en el que permaneció hasta 1999 y donde condujo más de 600 representaciones de 55 óperas entre 1956-2007. Bartoletti estrenó en Chicago óperas como Elektra, Wozzeck, Love for Three Oranges, Bluebeard’s Castle, Lady Macbeth de Mtsensk, Katia Kabanová y el estreno americano de Billy Budd de Benjamin Britten en 1970.
Discípulo de Tullio Serafin propició los debuts americanos en Chicago de Riccardo Chailly y Danielle Gatti, entre otros.
Fue invitado a dirigir en Glyndebourne, Salzburgo, Aix-en-Provence, Royal Opera House, Ópera de París, y con larga actuación en el Teatro Colón de Buenos Aires, donde dirigió el Il Trittico de Puccini en 1963, Simón Boccanegra y Norma con Leyla Gencer en 1964 y el estreno mundial de Don Rodrigo, de Ginastera. En 1965 dirigió en el Colón, Boris Godunov, Tosca y Un ballo in maschera, en 1966 y 1971 El ángel de fuego de Prokófiev, Manon Lescaut con Montserrat Caballé, La favorita con Fiorenza Cossotto y Alfredo Kraus, La cenerentola con Teresa Berganza, Aída y otras entre 1967-71.
Además de una carrera dedicada a la ópera estrenó obras de Lodovico Rocca, Gian Francesco Malipiero, Alberto Ginastera y Krzysztof Penderecki.
Enseñó en la Accademia Chigiana de Siena.
Fue condecorado como Cavaliere di Gran Croce della Repubblica Italiana y fue miembro de la Accademia Nazionale di Santa Cecilia y recibió el Premio Abbiati.